# 国鉄33系電車
33系電車は、1932年（昭和7年）から1933年（昭和8年）にかけて日本国有鉄道の前身である鉄道省が製造した、車体長17m級3扉ロングシートの旧形電車を便宜的に総称したものである。
具体的には、片運転台式の三等制御電動車のモハ33形（33001, 33002）、両運転台式の三等制御電動車のモハ34形（34001 - 34026）の2形式28両を指す。両形式は、構造的には車体長20m級の40系電車の車体長17m級版で、広義には同系に含まれることが多い。

## 製造
当初は大阪地区の片町線用に製作された車体長20m級の40系に対して、東京地区で使用するため車体長を17m級としたグループである。これは、山手線などのホーム有効長の関係で20m車の入線ができなかったためで、モハ33形は1932年度に製造され山手線、モハ34形は1933年度に製造され、34001 - 34015は中央線、34016 - 34022は赤羽線、34023 - 34026は横浜線で使用された。モハ33形は川崎車輛、モハ34形は34001 - 34008が汽車製造東京支店、34009 - 34018が日本車輌製造東京支店、34019 - 34026が新潟鐵工所である。

## 構造
台枠は溝形で、その上に半鋼製の車体を載せている。側窓は、運転室直後のものを除いて幅が800mmとなり、扉間は31系までは2個ずつ組になっていたが、本系列では等間隔で4個が並んでいる。窓配置はモハ33形がd1D4D4D2、モハ34形がd1D4D4D1dである。
屋根上の通風器はガーランド形1列、雨樋は当初から設けられており、前面部や妻部は31系の直線に対して曲線を描いている。運転室は奥行1290mmの片隅式であり、その関係で直後の窓は幅500mmとなっている。前面は中央に貫通路を設けた貫通式である。
台車は軸バネ式のTR25（後のDT12）、主制御器は電磁空気カム軸式のCS5、主電動機は弱め界磁制御可能な定格出力100kWのMT15となって面目を一新した。
1933年度から東京地区向けにも20m級40系の投入が始まったため、本グループはわずか28両のみの過渡的な存在となった。車体形状のデザインラインは、続いて実施された木製車の鋼体化改造により誕生した50系電車に引き継がれている。

## 通風器試験車
1937年（昭和12年）、車内の通風を改善するため34016の中央扉両側の幕板に鎧戸形の通風器を2個ずつ設置する改造を行なった。同車はその後改造により33008 → 53016 → 13016となったが、この特徴は1957年（昭和32年）に更新修繕IIを施工されるまで保持された。

## 戦時改造
太平洋戦争中の1943年（昭和18年）、輸送力の増強を図るため、モハ34形の後位運転台を撤去してモハ33形に編入する改造が行なわれた。当初の計画では34011 - 34026（16両）に対して改造を施行し、33003 - 33018に改めることとされたが、戦局の悪化により1944年（昭和19年）に計画は中止され、結局9両が改造されたのみに終わった。34008は34015と振替え、34016改造車は当初33009で落成したが、1か月ほどで33008に改番された。番号の新旧対照は次のとおりである。
- 34012 → 33004
- 34013 → 33005
- 34014 → 33006

- 34008 → 33007
- 34016 → 33009 → 33008
- 34018 → 33010

- 34024 → 33016
- 34025 → 33017
- 34026 → 33018

## 戦災廃車
東京地区で使用された本系列にも、太平洋戦争末期の米軍による空襲により4両が焼失している。これらは戦後の1946年（昭和21年）に除籍されたが、1両が70系客車として復旧されたほかは、私鉄に売却されたもの、70系客車として復旧されたものはない。該当車両の番号は次のとおり。
33016(34024)
34009
34019
34023 → オニ70 8 → オエ70 9

## 連合軍専用車
1947年（昭和22年）4月、34005が連合国軍用荷物車に指定され、連合軍専用を示す白帯を窓下に巻いて立川基地への荷物輸送のため中央線東京 - 立川間で運用された。1949年（昭和24年）4月に指定は解除されたが、車内の荒廃ぶりはひどかったという。
また、1950年（昭和25年）に仙石線へ転出した34020, 34021の2両は、半室が連合軍専用に指定された。1952年2月指定解除後は二等室として使用されることになり、記号も「モロハ」となったが、1957年（昭和32年）4月旧に復した。

## 荷物電車への改造

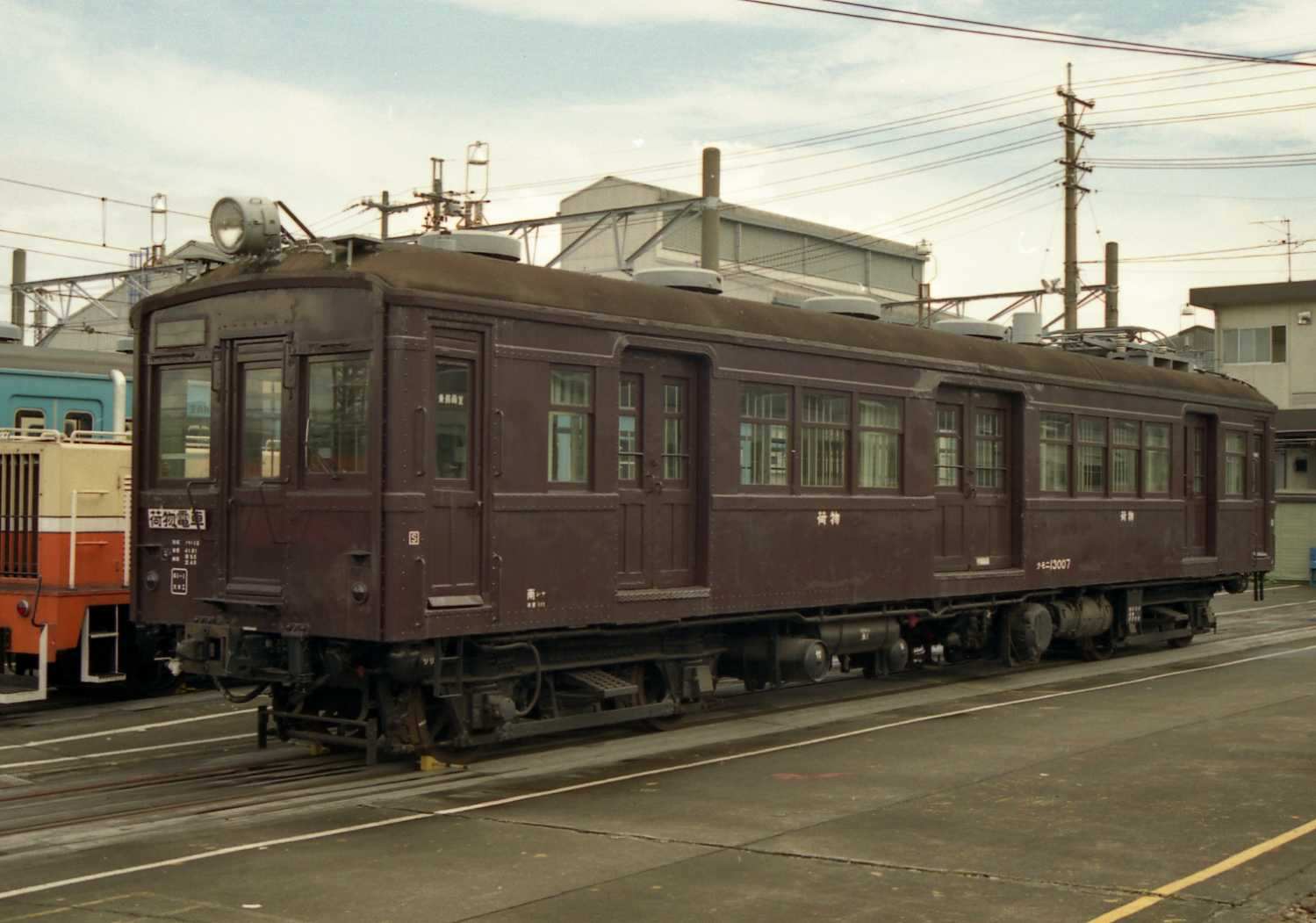
クモニ13007

1948年（昭和23年）、老朽化した木造荷物電車の補充のためモハ34形10両を、1950年にはさらにモハ33形（モハ34形改造車）5両を荷物電車（モニ53形）に改造し、53002 - 53016に編入した。改造所は1948年度の53002 - 53011が汽車製造東京支店、1950年度の53012 - 53016が大井工場である。
改造は、種車の基本構造はそのままに、中央扉を1800mmに拡幅、前後の扉は幅は1100mmのままいずれも両開きの引戸に変更した。これにより窓配置はd1D4D3D1dとなった。これらのうち、53008は蒲田電車区内で焼失し、1952年（昭和27年）豊川分工場で復旧されたが、その際、両側の前面を非貫通化し、30173（これも豊川分工場でクハ47023に復旧された）の装備していたTR22（DT11）台車と交換し、独特なスタイルとなった。改造前後の新旧番号対照は、次のとおりである。
- 34017 → 53002
- 34002 → 53003
- 34003 → 53004
- 34004 → 53005
- 34006 → 53006

- 34007 → 53007
- 34010 → 53008
- 34011 → 53009
- 34015 → 53010
- 34022 → 53011

- 33010 → 53012
- 33005 → 53013
- 33006 → 53014
- 33007 → 53015
- 33008 → 53016

## 1953年車両形式称号規程改正による変更
1953年（昭和28年）6月1日に施行された車両形式称号規程改正により、車体長17m級の電車は、形式10 - 29に設定されたため、本系列に属するモハ33形、モハ34形、モニ53形は、その時点で残存していた全車が改番の対象となった。
この改番により、車体長17m級3扉ロングシートの電車はその出自に関わりなく、中間電動車はモハ10形（本系列には該当車なし）、片運転台の制御電動車はモハ11形、両運転台の制御電動車はモハ12形、制御車はクハ16形（本系列に該当車なし）、付随車はサハ17形（本系列に該当車なし）、両運転台の荷物電車はモニ13形に統合された。ただし、番台による区分が設けられ、他系列の車両と区別された。区分の詳細については、各形式の節で記述する。

### モハ11形
モハ11形は、車体長17m級3扉ロングシート片運転台の制御電動車に与えられた形式で、モハ33形のほか、モハ30形、モハ31形、モハ50形がモハ11形に統合されている。この改番でモハ11形となったモハ33形は5両（オリジナル車が2両、モハ34形改造車が3両）で、11300から付番された。新旧番号対照は次のとおり。
- 33002 → 11300
- 33001 → 11301
- 33004 → 11303
- 33017 → 11305
- 33018 → 11307

### モハ12形
モハ12形は、車体長17m級3扉ロングシート両運転台の制御電動車に与えられた形式で、旧形式はモハ34形である。モハ34形には、本系列に属するオリジナル車（34001 - 34026）と、戦後にモハ31形から改造された34031 - 34039が存在した。33系に属する4両は、12000から付番されている。番号の新旧対照は、次のとおりである。
- 34001 → 12000
- 34005 → 12001
- 34020 → 12002
- 34021 → 12003

### モニ13形
モニ13形は、車体長17m級両運転台の荷物車に与えられた形式で、旧形式はモニ53形である。荷重は11t。本形式となったものには鋼体化改造車50系に属するものもあったが、33系に属するものは前述の15両である。改番は形式の「53」を「13」に改めたのみで、番号は従来からのものを踏襲している。

## 更新修繕II
更新修繕は本系列にも行なわれ、通風器はグローブ形に交換されるなど外観に変化を生じている。1957年に盛岡工場で更新を受けた12002, 12003は、運転台を全室化し、前面の貫通路が埋め込まれて非貫通形とした変型車となるが、1963年度より再度、貫通路を設置している。

## 1959年形式称号規程改正による変化
1959年（昭和34年）6月、新性能電車および交流用、交流直流両用電車を分離する形式称号規程改正が行なわれ、その際、中間電動車と制御電動車が分離されて、制御電動車に新記号「クモ」が制定されたのにともない、モハ11形はクモハ11形に、モハ12形はクモハ12形、モニ13形はクモニ13形に改められた。また、従来形式は数字のみであったが、この改正により記号と数字を合わせて形式とするよう変更されている。

## 配給車への改造
1961年に、クモニ13008が吹田工場で車体の一部を撤去して無蓋化（側板は固定式）し、両運転台式の配給車 クモル23形（23010）に改造された。この車は前述のように火災焼失復旧の変型車で、改造後もその特徴が残っていた。有蓋室は前位後位両方に設置されている。
さらに、1963年（昭和38年）にクモニ13003が幡生工場でクモル23形（23003）に改造されている。こちらは、有蓋室は前位のみで、後位は運転室のみである。無蓋部分のあおり戸は木製である。

## モデル更新修繕車
1961年5月に、クモハ11305, 11307の2両を大井工場でモデル更新車として、室内羽目板にビニールクロス張りハードボード、床面をビニリウム張りとした。同様な改造車としては、クハ16559がある。

## 霜取り用パンタグラフ増設車
大糸線では、冬季の架線への霜の付着により、一番電車のパンタグラフ破損が目立ったことから、1966年（昭和41年）11月、長野工場で、クモハ12001後位の屋根上にもパンタグラフを増設し霜取り用とした。

## 廃車・保存
本系列は収容力の小さい17m車体であったことから、地方への転出が進み、仙石線、南武線、大糸線、飯田線などで使用されたが、旅客営業用としては1960年代後半にはほぼ姿を消している。また、クモハ12形では両運転台であることを活かして事業用に転用されたものもあり、クモハ12001は沼津機関区で牽引車代用として1983年（昭和58年）まで使用された。
クモニ13形については、大都市周辺の新聞輸送を担ったことから、多くが1980年代前半まで残った。一部は工場や車両基地内での入換用としても使用され、最後まで車籍を有したのは、国鉄分割民営化直前の1987年（昭和62年）3月30日付けで除籍されたクモニ13007と13011である。そのうちクモニ13007は東京総合車両センターに保管されていたが、2010年2月に解体された。
- 1965年（昭和40年）度
  - クモハ11形 : 11303（長キマ）

- 1966年（昭和41年）度
  - クモハ11形 : 11301（東テシ）, 11305（仙リハ）
  - クモハ12形 : 12003（仙リハ）

- 1967年（昭和42年）度
  - クモハ11形 : 11300（東ナハ）
  - クモハ12形 : 12000（名カキ）, 12002（仙リハ）
  - クモニ13形 : 13014（東ナハ）

- 1973年（昭和48年）度
  - クモハ11形 : 11307（南テシ）

- 1979年（昭和54年）度
  - クモニ13形 : 13004, 13010（南シナ）, 13009（大タツ）

- 1980年（昭和55年）度
  - クモニ13形 : 13002, 13005, 13006, 13012, 13013, 13016（南シナ）

- 1981年（昭和56年）度
  - クモル23形 : 23010（大タツ）

- 1982年（昭和57年）度
  - クモハ12形 : 12001（静ヌマ）
  - クモニ13形 : 13015（大タツ）
  - クモル23形 : 23003（大タツ）

- 1986年（昭和61年）度
  - クモニ13形 : 13007, 13011（南ヤテ）

## 譲渡

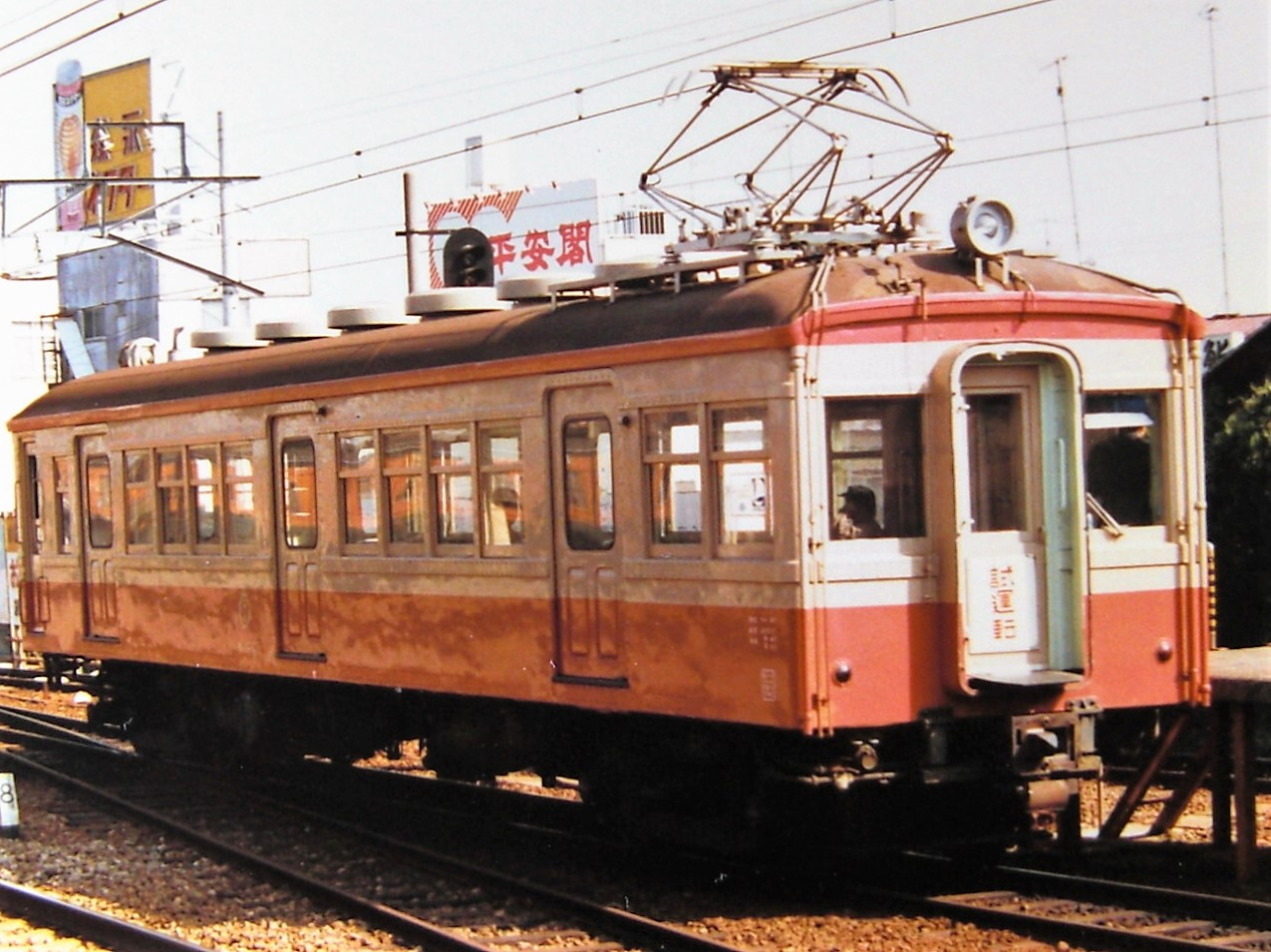
伊豆箱根鉄道モハ66として活躍中の姿　２エンド側は非貫通化され常に先頭に立っていたが貫通路の残る1エンド側は滅多に拝めなかった

本系列からは、クモハ12000が1969年（昭和44年）に伊豆箱根鉄道に譲渡されているのみである。同社では両運転台のままモハ66として使用されたが、1992年（平成4年）に大雄山線の工事用車としてコデ66に改造され、1997年（平成9年）にコデ165に置き換えられ廃車された。なお、伊豆箱根モハ66は車体のみの譲渡で台車は手持ちのTR14となっていた。またパンタ側運転台は後に半室化（助士側乗務員扉埋め込み・座席の取り付け）改造が行われていた。